# Хазрі Бузовна
 Футбольний клуб «Хазрі Бузовна» (азерб. Xəzri Buzovna) — колишній азербайджанський футбольний клуб з Бузовни, що існував у 1994—1998 роках.

## Досягнення
- Прем'єр-ліга
  - Срібний призер (1): 1995/1996
  - Бронзовий призер (1): 1996/1997
- Кубок Азербайджану
  - Фіналіст (1): 1996/1997.